# Нтондо
Нто́ндо (англ. Nthondo) — традиційна громада у складі дистрикту Нтчисі Центрального регіону Малаві.
Населення — 32219 осіб (2018).